# Rame à turbine à gaz
Cet article concerne les Turbotrains RTG. Pour l'article général sur les Turbotrains, voir Turbotrain.
Les rames à turbine à gaz, connues sous le nom de RTG ou encore de turbotrains, ont été étudiées et conçues au début des années 1970 par la SNCF pour faire suite aux éléments à turbine à gaz (connus également sous le nom de « Turbotrains de première génération » ou encore ETG). Elles étaient équipées, à la différence des ETG, de deux motrices propulsées par turbines à gaz, encadrant trois remorques. 
Ces rames automotrices ont été construites à 44 exemplaires par les Ateliers de construction du Nord de la France (ANF Industrie) à Crespin/Blanc-Misseron près de Valenciennes. Conçues pour rouler à 200 km/h, grâce à un centre de gravité placé très bas et à des bogies renommés pour leur haute stabilité à vitesses élevées, elles ne furent jamais utilisées en service commercial à plus de 160 km/h. Elles ont aussi été vendues aux États-Unis, à l'Iran et à l'Égypte. Une RTG radiée prélevée sur le parc et entièrement rénovée a également été remployée par la firme Bombardier Transport en 1998 sous le nom d'Axis, composée de deux éléments turbines, pour mettre au point un dispositif de train pendulaire capable de rouler à 270 km/h avec des essais sur plus d'une année. Réputés pour leur rapidité, leur réversibilité et leur légèreté, les turbotrains ont été utilisés sur des lignes qui furent par la suite presque  toutes électrifiées, à l'exception notable de Lyon-Bordeaux et Lyon-Nantes en raison de la multiplicité des itinéraires : le regain de trafic suscité par l'attractivité de ces rames, qualité majeure par rapport aux défauts qui leur étaient reprochés, a entraîné des électrifications anticipées.
L'impossibilité de jumelage, au début de leur carrière, obligeait à les remplacer en fin de semaine par des rames tractées moins performantes, hors d'âge et pénalisées par des rebroussements éventuels et changements de traction dans certaines gares. Par ailleurs, un autre défaut a pu être résolu par le remplacement d'une des deux turbines de traction par une plus puissante, le Turmo XII, ce qui a permis des économies substantielles de temps de fonctionnement et d'énergie. En France, le dernier turbotrain a terminé son service en décembre 2004, les cinq dernières rames en bon état du dépôt de Vénissieux étant revendues au réseau ferré iranien.

## Histoire

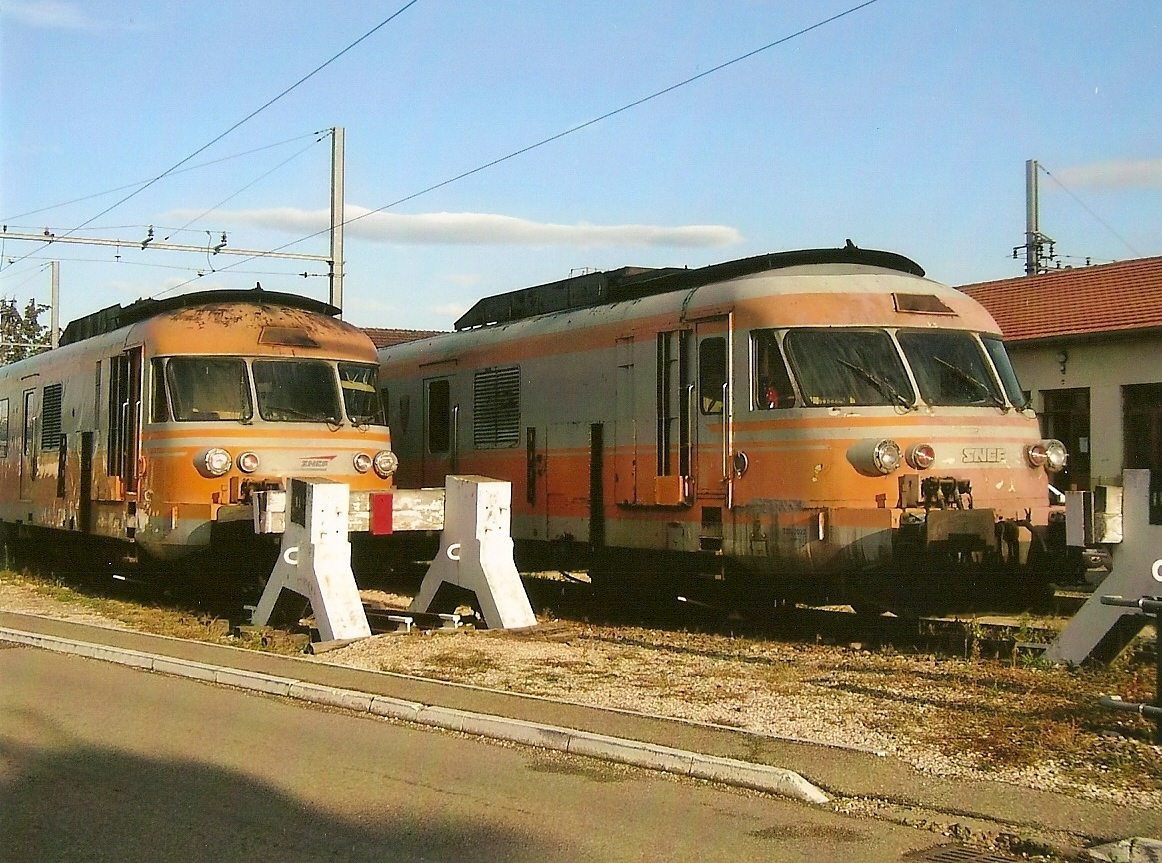
Rames RTG au dépôt de Vénissieux près de Lyon en 2005.

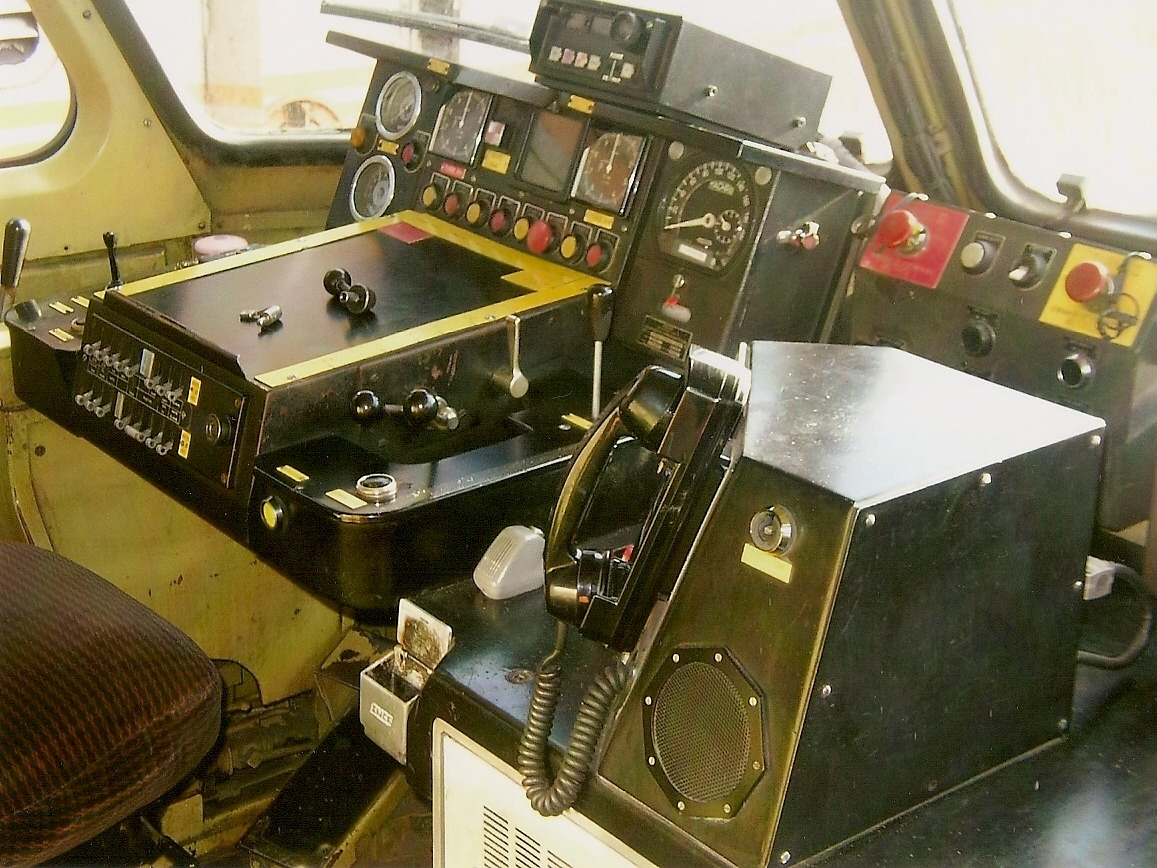
Pupitre de conduite d'une rame.

Dès les années 1960, la SNCF et l'industrie ferroviaire française étudient la motorisation de rames autonomes par turbine. Cette démarche s'inscrit dans le cadre d'un réseau ferroviaire encore faiblement électrifié, d'une technologie de traction moteur Diesel encore insuffisamment performante. Dans ce contexte, les opérateurs ferroviaires ont besoin de trains de passagers confortables et rapides (160 km/h au moins) capables d'opérer sur les lignes transversales non électrifiées. On sait déjà à cette époque que les autorails à moteurs Diesel avec leur faible masse et leur souplesse d'utilisation sont capables de répondre à ce besoin sur certaines dessertes, mais leur capacité est trop faible. On conserve donc le principe de l'automoteur, mais en cherchant à l'intégrer sur des machines plus proches des trains grandes lignes. Le concept est d'abord appliqué sur le TGS ou train à Turbine à gaz spéciale. À la même époque, l'un des aérotrains de Bertin utilise lui aussi une turbine Turboméca de type Turmo III E3 pour sa propulsion. D'autres expériences et mises en application sont menées entre la fin des années 1960 et le milieu des années 1970. On expérimente ainsi pour la première fois commercialement le concept imaginé par Guy Sénac sur les Éléments à turbine à gaz (ETG), motorisés par des turbines Turmo III C3 modifiées construite par Turbomeca pour les hélicoptères Super Frelon. La SNCF améliore le concept avec les RTG, puis finalement le TGV 001, dont la propulsion était prévue à l'origine sous cette forme mais qui reste au stade expérimental.
Les Rames à Turbines à Gaz, connues sous le nom de Turbotrain ou RTG seront ainsi les derniers représentants en France, mis en service commercial après une longue série d'essais et d'investigations sur plusieurs années, pour aboutir à la mise au point de matériels légers exploitant des turbines constituant la deuxième génération de trains de ce type mis en ligne par la SNCF. La première sous-série fut livrée au dépôt de Vénissieux en 1973 et mise en service sur les dessertes Lyon-Strasbourg, Lyon-Nantes et Lyon-Bordeaux. Les rames suivantes seront livrées à Caen en 1975 afin de remplacer les ETG. 
Après les chocs pétroliers de 1973 et de 1979, la consommation des RTG devient incompatible avec une exploitation commerciale. Pour conserver ses rames en service, la SNCF décide d'équiper les motrices impaires d'une turbine Turmo XII C Turboméca de 1 150 kW plus puissante et plus économique, l'autre turbine Turmo III H de 820 KW restant présente sur la deuxième motrice, mais exploitée seulement en appoint sur des lignes à forte déclivité avec un besoin de puissance supplémentaire. Mais la consommation étant encore trop élevée, au moment où des rames doivent être révisées plusieurs possibilités sont étudiées par la SNCF dans les années 1990 : re-motorisation avec des moteurs d'autorails, ou même traction par une locomotive Diesel classique. Aucune n'étant retenue, les rames sont progressivement remisées à partir de 1995 au dépôt de Lyon-Vénissieux. 

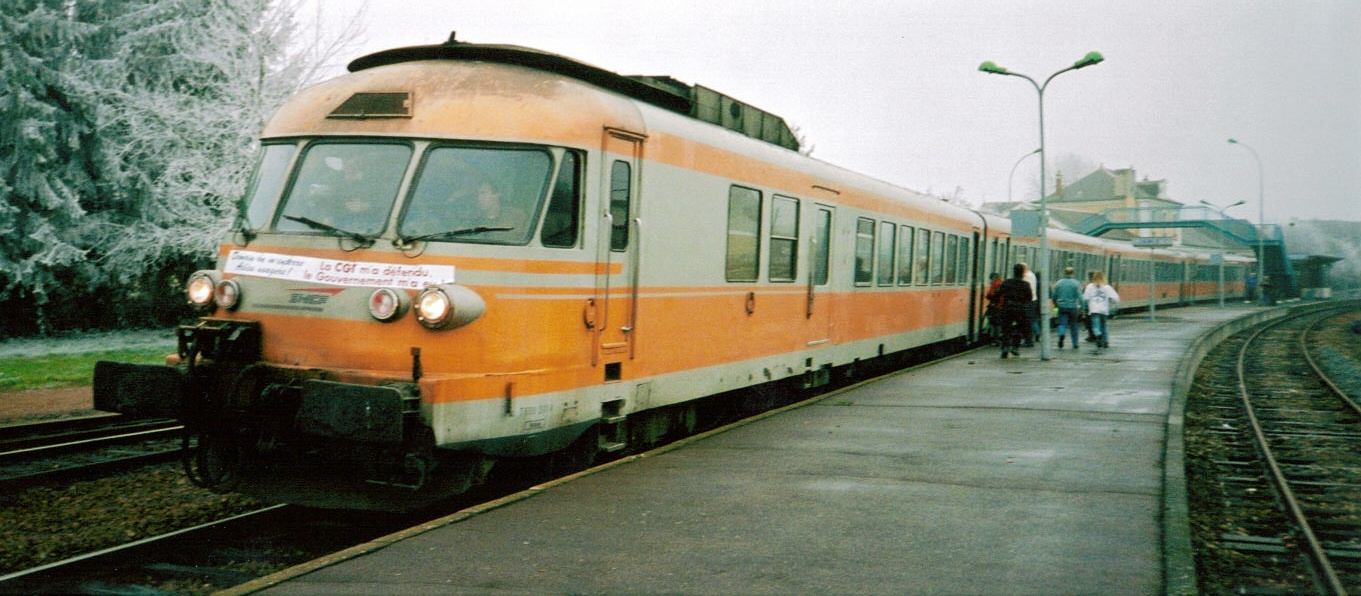
Le dernier voyage commercial d'un Turbotrain en décembre 2004

On envisage aussi une re-motorisation par la nouvelle turbine Makila 1F4 (solution qui sera appliquée sur les RTG égyptiennes) et une modernisation du système de conduite avec régulation électronique notamment. Mais ce projet est lui aussi abandonné car beaucoup trop cher, les régions traversées ne voulant pas financer ces restaurations demandées par la SNCF. 
En France, au gré des électrifications de lignes, les turbotrains RTG sont progressivement retirés du service. Les rames quittent le service de Lyon-Strasbourg en 1995 et celui de Paris-Caen-Cherbourg en juin 1996. La date de radiation est fixée à 1998, alors que le potentiel kilométrique est encore élevé pour certaines rames. À partir de ce moment seules quelques rames sont encore actives à Lyon-Vénissieux pour assurer la liaison Lyon-Bordeaux jusqu'au service d'hiver 2004-2005. Cette liaison sera reprise ensuite par une rame classique tractée le 12 décembre 2004. Les économies réalisées se feront au prix de la perte d'une heure sur le temps de parcours, mais aussi d'une diminution très forte de la clientèle. La liaison directe Bordeaux - Lyon sera finalement abandonnée en 2008[réf. nécessaire].
Pendant ce temps, dans les pays où les rames RTG ont été vendues, le Turbotrain continue de fonctionner. Il est ainsi encore opérationnel en Égypte et en Iran, ce dernier ayant acquis d'occasion les 5 dernières rames françaises du dépôt de Venissieux. Aux États-Unis, les Turboliners (nom donné par la compagnie Amtrak aux RTG) seront régulièrement rénovés jusqu'en 2000, avant qu'un contentieux juridique entre Amtrak et l'État de New-York provoque leur immobilisation, en septembre 2004. Les rames encore en état furent récemment mises en vente (lire la section relative aux Turboliners).
En 2012, deux motrices seront conservées :
- T 2010 : au dépôt de Mohon ;
- T 2057 : à la Cité du train de Mulhouse depuis 2005 (en photo au début de l'article).

## Description
Les rames à turbine à gaz numérotées T 2000 ont été construites par la société ANF Industrie. Elles étaient appréciées pour leur confort et leur puissance. Elles présentaient toutefois l'inconvénient d'une consommation moyenne importante : 340 litres de gazole à l'heure pour chaque turbine de traction et 150 litres pour la turbine auxiliaire entraînant un alternateur, qui était utilisée seule pour une rame, la deuxième ne fonctionnant pas en exploitation commerciale (pour économie de combustible), et d'une capacité de places limitée, non adaptable en cas de fortes fluctuations du trafic contrairement aux trains Corail. Cependant, on pouvait opérer un jumelage ("double traction") imposant deux conducteurs (un dans chaque rame), avant l'instauration en 1986 de la conduite à un agent en couplage dit d' "unité multiple". Leur gabarit était le suivant : 
- Longueur de caisse motrice : 26,230 m ;
- Longueur des remorques : 25,510 m.

### Évolutions
- Fin 1974 et début 1975 : la liaison phonique entre cabines de conduite est installée, permettant ainsi la circulation en jumelage de deux rames nécessitant un conducteur dans chaque rame avec un interphone reliant les cabines de conduite et des voyants lumineux sur pupitre. Les plateaux de tampons des motrices côté conducteur, de type autorail unifiés, sont remplacés par des plateaux larges pour éviter le chevauchement dans les entrées de courbes tangentielles de 13°.
- De 1985 à 1987 : équipement de toutes les rames pour la conduite en unités multiples (« UM »), les rames sont alors autorisées en couplage avec marche en unités multiples grâce à l'installation de prises de câblots situées sur chaque avant et le câblage filaire de toutes les rames, pour fonctionner avec un seul conducteur.

### Composition et agencement des rames
Le turbotrain est une rame automotrice composée de deux motrices encadrant trois remorques. Des versions particulières ont pu exister, tel le prototype pendulaire Axis, composé de seulement deux motrices. Les turbotrains RTG furent les premiers à être intégralement équipés de la climatisation. Les baies latérales sont fixes et équipées de double vitrage avec soufflage de l'air conditionné à leur base. Les espaces voyageurs sont séparés par des portes vitrées automatiques coulissantes. Chaque plateforme d'accès est équipée de toilettes et de rangements pour bagages légers.

## Version française

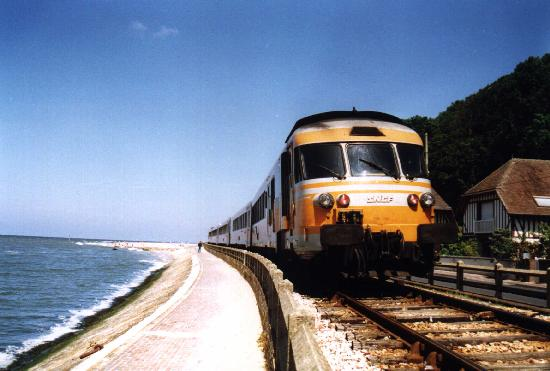
Rame RTG après son départ du terminus de Dives-Cabourg roule sur la digue de Houlgate (Calvados).

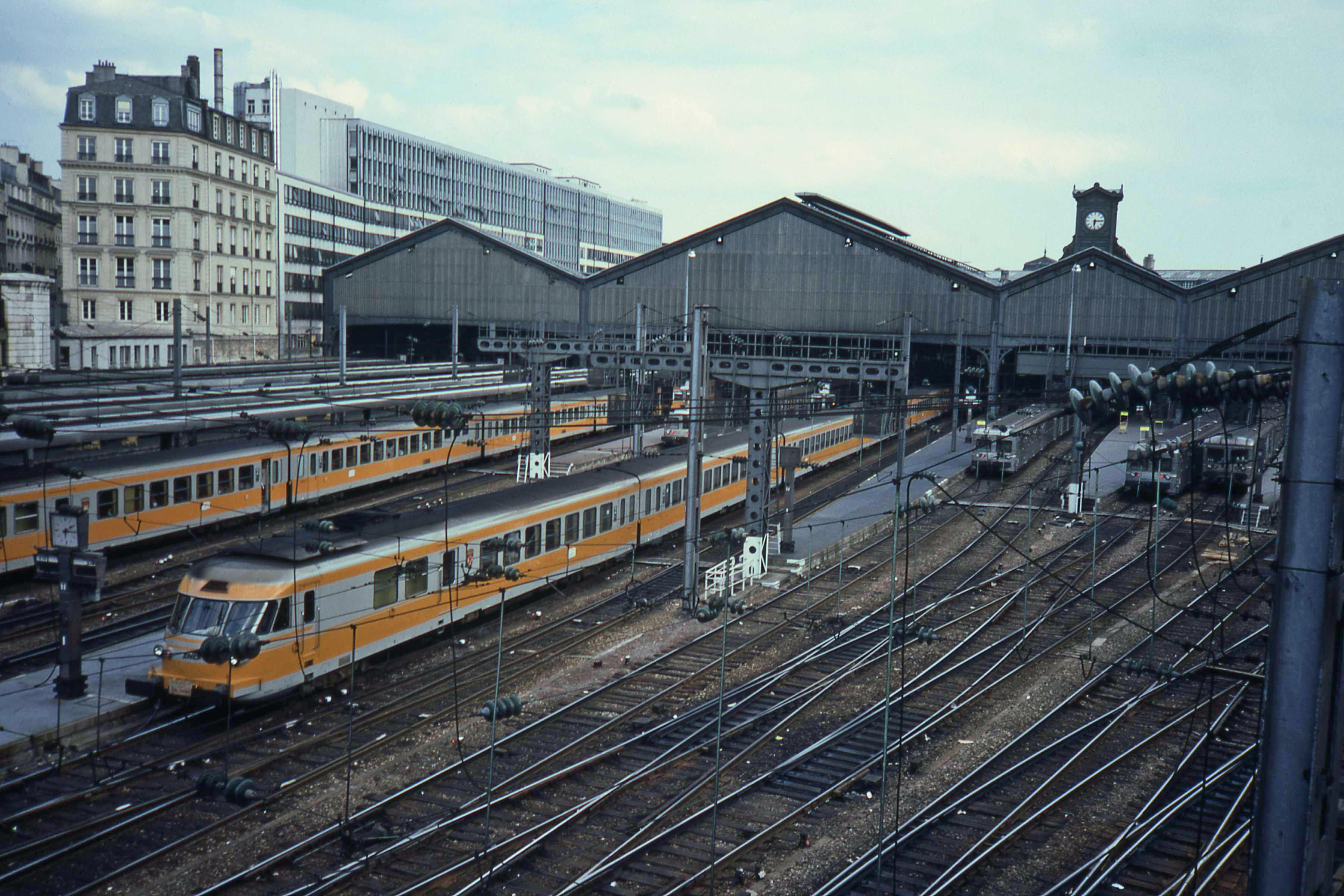
RTG en gare de Paris Saint-Lazare en attente de départ, avant 1987.

Les rames française de RTG ne sont pas toutes composées de la même manière. Selon les trajets, l'espace en seconde classe et l'offre de restauration ont été modulés. Ainsi les rames destinées à la Normandie étant utilisées de manière plus intensive sur un trajet plus court ne sont pas équipées pour la restauration. Sur les trajets autour de Lyon, la place disponible en seconde classe a été accrue, tout en conservant la capacité de restauration. 

### Rames SNCF et marchés
La capacité des rames est ainsi constituée :  
- rame 1 à 18 : 280 places (dont 60 en 1re) ;
- rame 19,20,40,41 : 300 places (dont 60 en 1re) ;
- rame 21 à 39 : 289 places (dont 89 en 1re).

Les étapes du marché des Turbotrains RTG sont les suivantes :
- 27 octobre 1970 : six rames commandées pour la liaison Lyon-Strasbourg ;
- 30 juin 1971 : quatre rames sont commandées pour la liaison Lyon-Bordeaux et six rames pour Lyon-Nantes ;
- 25 avril 1973 : seize rames commandées pour la liaison Paris-Caen-Cherbourg, et deux rames supplémentaires pour compenser le prélèvement des deux rames Amtrak envoyées aux États-Unis ;
- 25 juillet 1974 : cinq rames commandées pour renforcer les services sur la Normandie et Lyon.

### Composition des rames

#### Motrices
Les deux motrices qui encadrent une rame sont mixtes, c'est-à-dire qu'outre le local des turbines, situé à l'avant, immédiatement derrière la cabine de conduite, elles prévoient également 48 places de 2de classe. Un compartiment fourgon est également disponible entre le compartiment turbines et le compartiment de 2de classe. Chaque rame inclut une motrice à numérotation paire, et une autre impaire. 
- Immatriculation : TBDu 2001 à 2082.

#### Voiture de1reclasse
Toutes les rames sont équipées d'une remorque climatisée de première classe partagée en deux: une salle fumeurs de 30 places et une salle non-fumeurs de même capacité. Sa disposition est de type couloir central avec trois fauteuils de front. Les sièges, inclinables, sont alignés et placés en vis-à-vis au centre de la voiture. Des tablettes escamotables sont insérées dans les accoudoirs. Le sol est recouvert d'une moquette en laine vert doré et marron moucheté. 
- Immatriculation : TRAu 22001 à 22041.

#### Voiture centrale mixte de restauration
La voiture centrale a, selon les rames, été utilisée en configuration voyageurs uniquement, ou en mode mixte avec compartiment de restauration. La restauration pouvait prendre soit la forme d'un Grill Bar avec salle de service de 24 places, soit celle d'un libre service. La version Grill Bar était équipée de placards et rangements, de meubles réfrigérés, de congélateurs, de fours, d'un évier et d'un vestiaire. Les deux configurations sont les suivantes : 
- immatriculation TRBu 52001 à 52018 : un compartiment non-fumeur de 2de classe (44 places) et un compartiment Grill Bar avec salle de service ;
- immatriculation TRBu 52019 à 52041 : un compartiment non-fumeurs de 2de classe (44 places) et un compartiment fumeurs de vingt places. Un compartiment de restauration libre service s'ajoute aux deux compartiments.

#### Voiture de1reou2eclasse
Le plancher était recouvert d'un tapis gris bleuté. À partir de la dix-septième rame le tapis de sol fut remplacé par des dalles en élastomère. La disposition est de type couloir central avec quatre fauteuils de front. Les sièges sont alignés et placés en vis-à-vis au centre de la voiture. Comme en première classe les sièges sont inclinables. 
Immatriculations et variantes : 
- TRBu 32001 à 32020 : deux compartiments de 2de classe de quarante places non-fumeurs ;
- TRBu 32040 et 32041 : deux compartiments de 2de classe de quarante places non-fumeurs ;
- TRABu 42021 à 42039 : un compartiment de 1re classe de 29 places non-fumeurs, un compartiment de 2de classe de quarante places non-fumeurs.

Les rames 09 et 10 ayant été prélevées sur la chaîne de production pour la vente aux États-Unis, il n'existe pas de remorques avec les numéros x2009 et x2010.

### Relations françaises desservies par les RTG

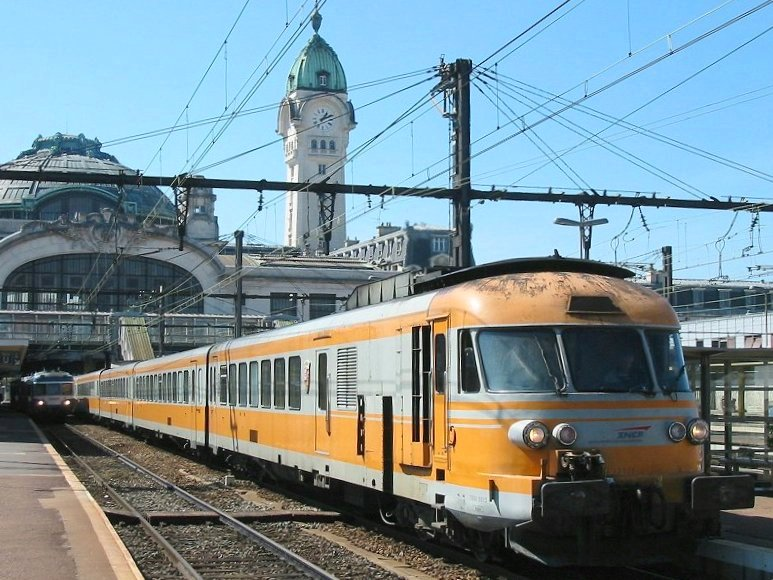
Un Turbotrain RTG en gare de Limoges assurant la liaison Lyon-Bordeaux.

- Lyon - Nantes : première desserte commerciale le 3 juin 1973, puis remplacement par des rames Corail tractées par des CC 72000 au service d'été 1977.
- Lyon - Bourg-en-Bresse - Besançon - Mulhouse : première desserte commerciale le 3 juin 1973.
- Lyon - Dijon - Besançon - Strasbourg : première desserte commerciale le 1er juillet 1973.
- Lyon - Bourg-en-Bresse - Besançon : première desserte commerciale fin 1973.
- Lyon - Montluçon - Guéret - Limoges- Bordeaux : première desserte commerciale le 26 mai 1974[réf. nécessaire].
- Bordeaux - Limoges en remplacement de RGP-2.
- Bordeaux - Toulouse.
- Bordeaux - La Rochelle : 1 roulement A/R en fin de journée, prolongement d'un Lyon - Bordeaux.
- Besançon - Dijon - Clermont-Ferrand.
- Paris - Cherbourg : de 1975 au Modèle:Date-1 juin 1996, en remplacement des ETG mutés progressivement à Vénissieux.
- Paris-Saint-Lazare - Trouville - Deauville - Dives-Cabourg, en horaires d'été, de 1975 au 1er juin 1996.
- Paris-Nord – Boulogne-Aéroglisseurs : jusqu'au 1er juin 1991.
- Paris-Nord - Amiens - Calais-Ville : jusqu'à la mise en place du service d'été 1984.
- Paris-Nord - Laon : jusqu'au 1er juin 1990.
- Tours  - Le Mans - Caen : jusqu'en mai 1994.
- Lyon - Grenoble, avec 2 roulements de 1981 à 1993 en complément des ETG ; les RTG circulaient sur cette ligne également en remplacement d'ETG indisponibles.
- Lyon - Chambéry - Annecy : un seul roulement de 1981 à 1993, en complément des ETG.

### Parrainage des rames
Vingt-huit des quarante-et-une rames construites sont parrainées par des collectivités locales, en grande majorité des villes se trouvant sur les lignes parcourues par les RTG ; certains blasons ont été transférés sur d'autres rames à l'occasion de radiations.
| Rame    | Date de parrainage | Collectivité locale |         | Rame            | Date de parrainage  | Collectivité locale |
| ------- | ------------------ | ------------------- | ------- | --------------- | ------------------- | ------------------- |
| 2001/02 | 7 juin 1975        | Aix-les-Bains       | 2035/36 | 7 juin 1974     | Périgueux           |                     |
| 2003/04 | 20 avril 1974      | Lyon                | 2037/38 | 16 mai 1975     | Royan               |                     |
| 2005/06 | 22 mai 1974        | Saumur              | 2039/40 | 22 juin 1975    | Dinard              |                     |
| 2007/08 | 15 mai 1974        | Vénissieux          | 2041/42 | 15 octobre 1975 | Caen                |                     |
| 2009/10 | 14 mars 74         | Bourges             | 2043/44 | 2 février 1977  | Dinan               |                     |
| 2011/12 | 2 mars 1974        | Clermont-Ferrand    | 2047/48 | 30 mai 1985     | Laon                |                     |
| 2013/14 | 23 juin 1984       | Riorges             | 2049/50 | 1er juin 1976   | Angers              |                     |
| 2015/16 | 21 juin 1980       | Le Verdon-sur-Mer   | 2053/54 | 19 juin 1982    | Brioude             |                     |
| 2021/22 | 9 octobre 1974     | Besançon            | 2057/58 | 11 juin 1983    | Sancy-les-Cheminots |                     |
| 2023/24 | 12 juin 1982       | Guéret              | 2059/60 | 17 mai 1986     | Soissons            |                     |
| 2025/26 | 12 septembre 1981  | Eygurande-Merline   | 2061/62 | 22 février 1978 | Calais              |                     |
| 2029/30 | 28 janvier 1978    | Montbéliard         | 2063/64 | 17 mai 1977     | Boulogne-sur-Mer    |                     |
| 2031/32 | 28 juin 1975       | Montluçon           | 2071/72 | 22 février 1977 | Bernay              |                     |
| 2033/34 | 23 avril 1974      | Nantes              | 2073/74 | 22 juin 1976    | Tours               |                     |

## Versions étrangères
De 1972 à 1982, sur les 372 véhicules moteurs fabriqués par ANF Industrie, on compte six turbotrains pour les États-Unis (les 7 suivants furent construits aux États-Unis sous licence par Rohr), quatre turbotrains pour l'Iran et trois pour l'Égypte. Ce relatif succès commercial est accompagné d'un vrai succès technique : en effet, dans des conditions climatiques et géographiques difficiles en Égypte et en Iran, les RTG continuent d'assurer un service apprécié. 

### Le Turboliner Amtrak

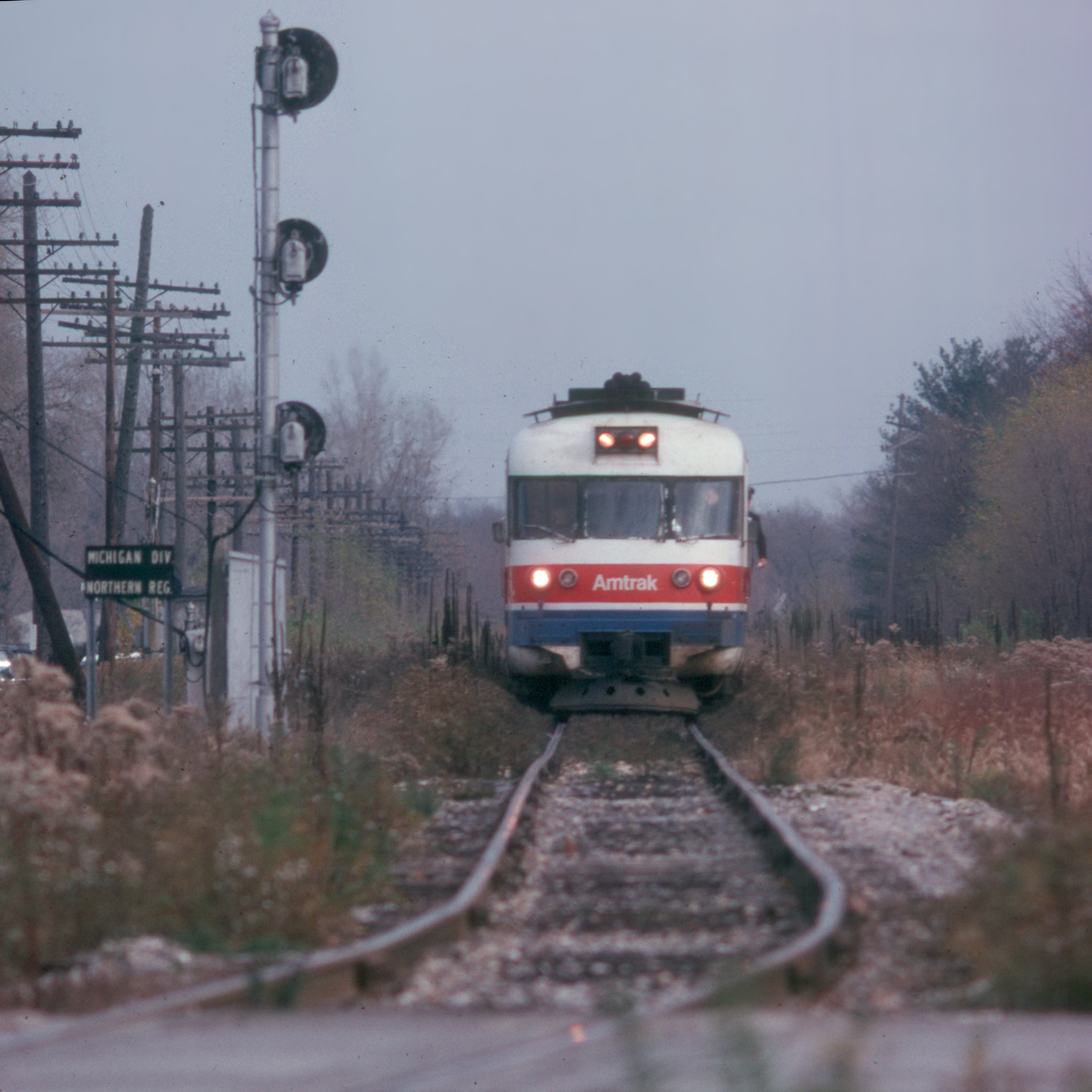
Turbotrain de type Turboliner Amtrak.

Les six premiers Turboliners Amtrak étaient du même type que les Turbotrains RTG de la version T 2000 de la SNCF fournis par les ANF, Ateliers de construction du Nord de la France. Ils furent achetés par "Ford Motor Credit" pour être loués à la compagnie Amtrak. Ces six premiers éléments étaient très peu modifiés. Leurs turbines à gaz étaient similaires à la version Turboméca qui équipait les T 2000. L'américanisation de ces RTG consista en un remplacement des coupleurs ainsi que des tampons des deux extrémités (qui étaient conçus pour le système français) par ceux en vigueur sur les réseaux nord-américains. Un troisième phare frontal sur le haut des cabines fut également ajouté par la suite (les trains français n'étant munis que de deux à cette époque). Pour finir, les avertisseurs furent modifiés pour sonner simultanément (le système français fonctionnant en mode deux tons alternés). Malgré la consommation élevée de gazole de ces machines pour les standards américains, ces trains eurent une longue carrière aux États-Unis. En comparaison, seuls 2 Turbotrains UAC fonctionnèrent aux États-Unis et 5 au Canada. Fonctionnant de 1973 aux années 1990, et même jusqu'en 2000 pour l'une des rames, ces trains eurent une longue durée de vie par rapport aux autres types de trains à turbine d'Amérique du Nord. 

#### Évolutions du Turboliner
Treize rames en tout furent mises en service. Les 7 rames qui suivirent les 6 RTG livrées par la France furent construites sous licence par la société Rohr et reçurent le nom de RTL (il y eut 6 RTG et 7 RTL). Au cours de leur vie, toutes ces rames reçurent plusieurs rénovations et évolutions. Ces évolutions sont connues sous les noms de RTL, RTL-II et RTL-III. 
RTL
Les sept RTL Rohr ont été mis en service des années 1970 à 1990. Ils ont fonctionné en même temps que les RTG.
RTL-II

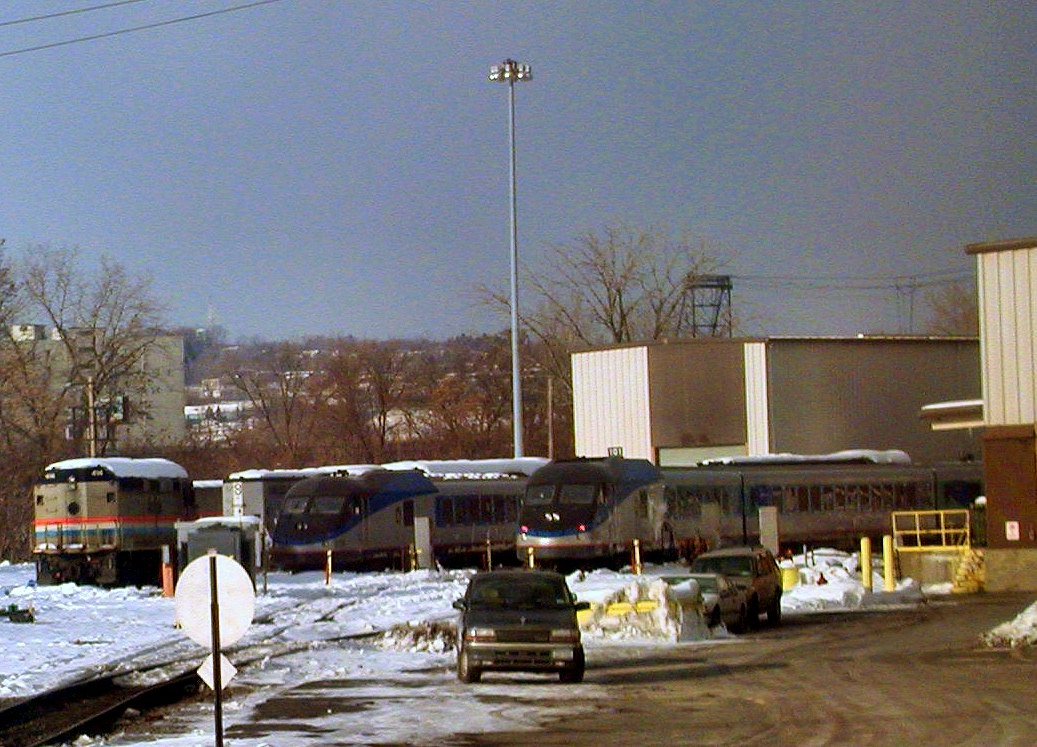
Deux Tuboliner RTL III reconstruits au dépôt diesel d'Albany pendant leur brève durée de retour en service, en 2003.

Il fut prévu de reconstruire les RTL par la société Amerail en 1995, en remplaçant notamment les turbines originales par de nouvelles, plus puissantes et d'un meilleur rendement grâce à un contrôle électronique. Il était prévu que l'aménagement intérieur soit également rénové et la décoration extérieure modernisée. En raison du succès des Turbotrains RTL, un seul train a finalement pu être immobilisé pour recevoir la transformation en RTL-II. L'unique RTL-II a fonctionné en même temps que 2 RTG reconstruites pendant quelques années à New-York. Lorsque l'une des 2 RTG reconstruites prit feu à la station Penn de New-York il a été décidé de retirer tous les RTG et de ne conserver que l'unique RTL-II, qui a fonctionné jusqu'en 2002. 
RTL-III
Les rames RTL et la rame RTL-II furent envoyées à la société "Super Steel Schenectady" à l'été 2000 pour être reconstruites en version RTL-III. Une nouvelle livrée fut appliquée, du même type que celle du train rapide Acela. Finalement, seuls deux trains furent rénovés et mis en service en avril 2003. Une rame atteignit 201 km/h lors d'un test mené la nuit du 15 février 2003. Une troisième rame fut également reconstruite mais n'entra jamais en service en raison de problèmes techniques (notamment un défaut d'air conditionné). 

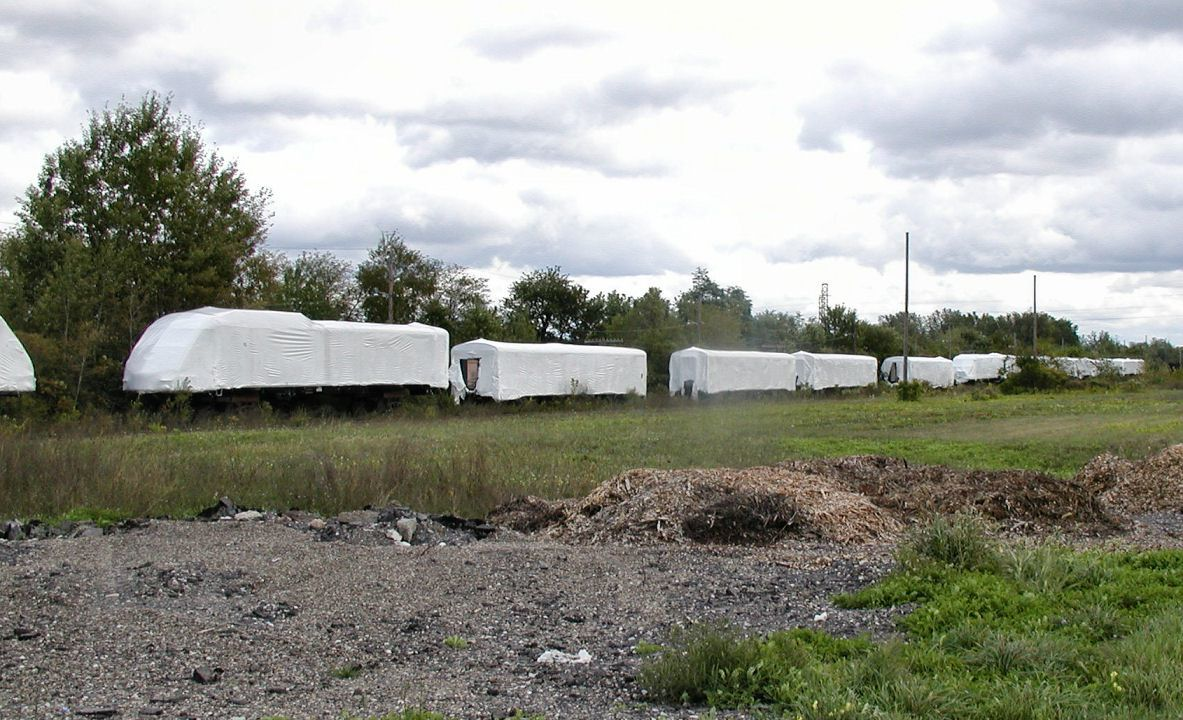
Les éléments de rames RTL II en stockage à proximité de l'usine Super Steel en 2006.

En avril 2004, l'État de New-York et Amtrak entrèrent en conflit à la suite de diverses négociations inabouties, notamment l'insertion d'une voiture supplémentaire dans les rames. Au cours de l'été 2004, l'État de New-York accusa Amtrak de ne pas avoir su mettre en service commercial ses trains à la vitesse initialement prévue de 200 km/h. La rénovation des rames RTL fut interrompue. À la suite d'un accord entre Amtrak et l'État de New-York intervenu le 12 décembre 2007, Amtrak a décidé de mettre ses 7 rames en vente par le biais d'une annonce dans une revue ferroviaire.

#### Lignes assurées
Les RTG ont été utilisées sur plusieurs lignes au départ de Chicago dans les années 1970 et débuts des années 1980. Les lignes desservies depuis Chicago étaient St. Louis, Port Huron, Detroit, Milwaukee, et Toledo (via Detroit). Les horaires ont varié. Les rames ont également fonctionné entre Montréal, Québec, Albany, New-York et le centre de New-York. Certaines photos montrent également ces rames à Montréal en 1992.

### Egyptian National Railway
En 1983, La compagnie égyptienne Egyptian National Railway (ENR) commanda trois rames assez différentes des RTG françaises ou iraniennes. Le design de leur cabine de pilotage est plus aérodynamique. Elles sont composées de 10 éléments, ce qui leur donne une capacité de 600 places. La composition inclut des voitures de 1re classe, de 2e classe et un Grill Bar. Deux motrices d'extrémités et six remorques complémentaires ont été commandées par la suite pour répondre aux besoins de maintenance. La climatisation est renforcée pour tenir compte des conditions climatiques locales. La motorisation retenue (Turmo XII de Turbomeca ainsi que deux turbines Aztazou V pour les groupes électrogènes) était la plus récente. Cette motorisation a été remplacée lors de la dernière grande révision par des turbines Makila 1F4. La livrée des rames reprend les couleurs du drapeau égyptien ; certaines voitures de couleur bleue sont également incluses dans les rames. 
Elles sont encore en fonction sur la ligne Le Caire - Alexandrie où elles assurent 3 allers-retours quotidiens en 2 heures 40. Certaines sont radiées et abandonnées dans des dépôts.

### Iranian Railway
La société des Ateliers de construction du Nord de la France construisit et livra quatre rames aux chemins de fer Iranian Railway en 1975. Mises en service avec une vitesse commerciale de 160 km/h, elles ont été testées sur certains tronçons à une vitesse de 180 km/h. Une option pour 18 rames fut également prévue mais jamais levée. 
Ces quatre rames sont très proches de celles de la troisième série des RTG SNCF. Elles sont équipées de la motorisation Turmo III et peuvent recevoir 289 passagers. Les particularités géographiques de l'Iran provoquèrent quelques difficultés techniques : les motorisations à turbine s'accommodaient mal de l'altitude de certains tracés, de la chaleur et surtout du sable. Des ingestions très importantes de sable conduisirent les ingénieurs des ANF à réaliser plusieurs modifications sur les écopes (ouïes de captage d'air, latérales saillantes et bien visibles côté droit sur une motrice RTG vue de face 3/4). On procéda notamment, en 1976, à une transformation de la motrice TBDu 2066 SNCF, en retirant ses écopes pour tester une modification en vue de son adaptation aux RTG iraniennes. Bien que les diverses expériences n'aient jamais donné entière satisfaction, on observe sur les photos récentes des RTG Iraniennes que les écopes ont bien été modifiées.
Les quatre rames furent dans un premier temps restreintes à une circulation sur la liaison Téhéran - Mashhad en 1977. Elles furent ensuite arrêtées lors de la révolution iranienne de 1979. Après une remise en service de trois rames en 1990, ces machines étaient toujours en fonction en 2009 sur la ligne Tehran - Zanjan 1, sous forme de rames à deux classes. 

#### Rachat des rames RTG SNCF par l'Iran
Les 5 dernières rames RTG de la SNCF radiées en bon état du dépôt de Vénissieux ont été revendues à la compagnie ferroviaire iranienne en 2004 et acheminées en remorque par voie ferrée à travers l'Europe en 2005. Selon la plupart des sources il semblerait que dans un premier temps elles n'aient été acquises que pour servir de pièces détachées. Elles ont été repeintes aux couleurs des chemins de fer iraniens et remises en service entre Téhéran et Maschad et Machhad. Fin 2008 les rames RTG ne réalisaient plus qu'un aller retour quotidien entre Téhéran et Maschad et Machhad[réf. nécessaire]. Les turbines ayant largement dépassé leur potentiel de fonctionnement, certaines motrices sont équipées de moteur diesel Volvo.

## Préservation
- Motrice RTG T 2010 : préservée à l'annexe de la Cité du train de Mohon.
- Motrice RTG TBDu 2057 du dépôt de Caen : préservée à la Cité du train de Mulhouse (photo en début d'article).

## Modélisme
- RTG : La firme Jouef a réalisé une reproduction du RTG SNCF en HO d'abord en livrée d'origine orange et gris métallisé, puis en livrée orange et gris non métallisé. Une série limitée des RTG Amtrak a également été produite en HO par Jouef pour la société, sur le modèle SNCF sous la marque Polk's Jouef en tant qu'agence générale de Polk's Hobbies à Jersey City dans le New-Jersey aux États-Unis. Le modèle SNCF était le plus souvent livré en coffret avec un ovale de rails courbes et quatre droits contenant une version à trois éléments (motrice et fausse motrice avec la voiture intermédiaire mixte première/seconde classe), ainsi qu'il était possible d'acquérir séparément celle du restaurant et l'autre de première classe. Un coffret "Turbotrain Prestige" a également existé avec les cinq éléments qui comprenait en plus de l'extension des rails une alimentation ainsi que douze éléments de passage supérieur avec piliers. Il était possible également d'acheter les cinq éléments à l'unité. À l'échelle N la marque GILLKIT en a produit un depuis 2014 et une version construite par l'artisan Stéphane Levaux sous le nom Mistral a été construite à quatre exemplaires en 1988.
- En novembre 2019, l'entreprise EPM (Euro Passion Models) réalise une nouvelle reproduction à l'échelle HO (analogique et à décodeur numérique sonore) des RTG[19]. La première série est rattachée au dépôt de Caen (Rame n° 32) puis en mai 2021, la rame n° 4 basée à Vénissieux est déployée.

## Galerie de photos

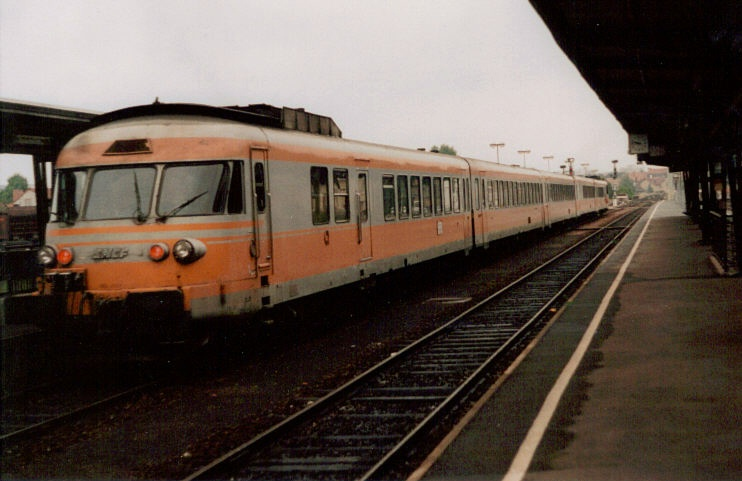
RTG Lyon-Bordeaux vue de l'arrière à Montluçon en août 1993.
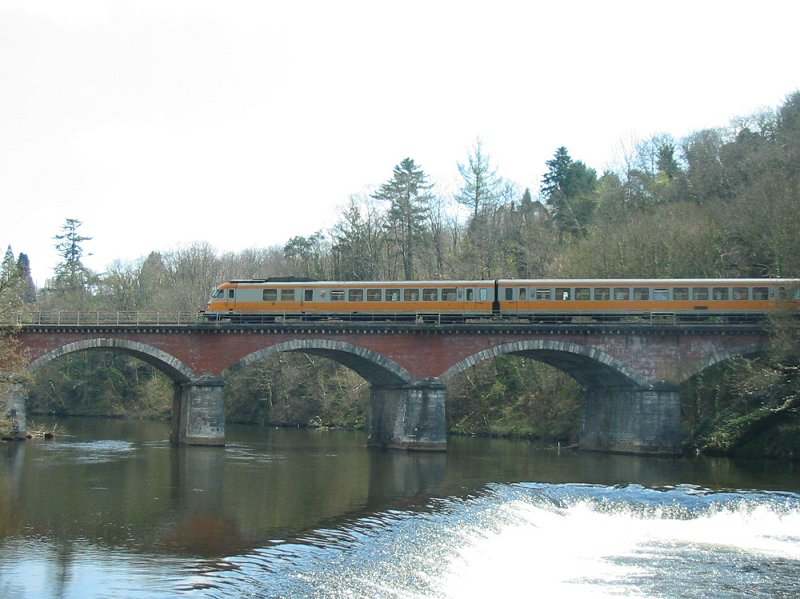
Rame RTG traversant la Vienne au sud de Limoges vers Bordeaux.
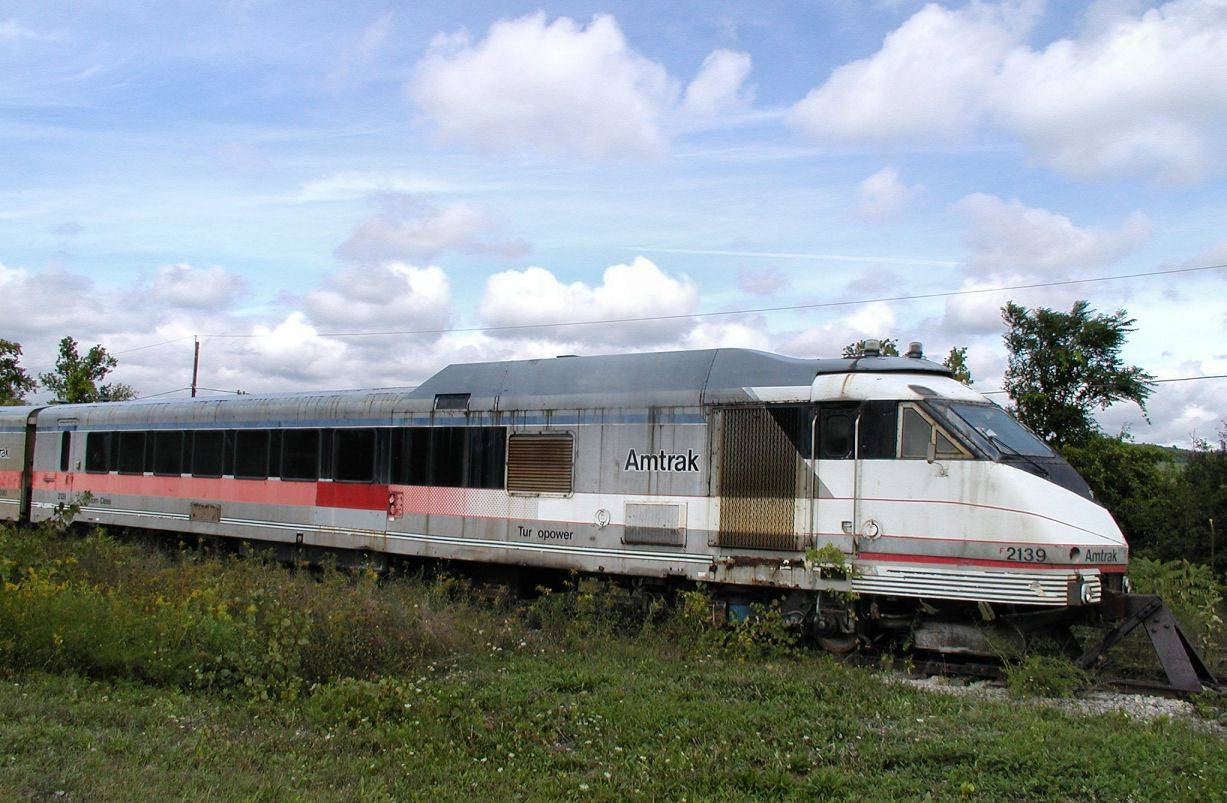
Rame Turboliner abandonnée aux États-Unis.